# Xalapa
Xalapa, cu numele oficial Xalapa-Enríquez, este un oraș din Mexic, capitala statului Veracruz și sediul municipalității cu nume omonim, Xalapa.  La recensământul din 2020, orașul avea o populație de 443.063, iar municipalitatea al cărei sediu este avea o populație de 488.531. Municipalitatea are o suprafață de 118,45 km2. Xalapa se află aproape de centrul geografic al statului și este al doilea oraș ca mărime din stat, după orașul Veracruz din sud-est.